# Leśniczówka Pleśniówka
Leśniczówka Pleśniówka – osada leśna w Polsce, położona w województwie świętokrzyskim, w powiecie skarżyskim, w gminie Skarżysko Kościelne
W latach 1975–1998 miejscowość administracyjnie należała do województwa kieleckiego.